# Matei Cazacu
Matei Cazacu (n. 11 iulie 1946, Sinaia) este un autor, eseist, istoric medievist și scriitor francez originar din România, luptător pentru drepturile omului.

## Biografie
Fiu de preot, Matei Cazacu a studiat istoria la Universitatea din București, studii pe care le-a terminat în 1969. Până la plecarea ilegală din România și stabilirea în Franța (1973), a fost cercetător la Institutul de Istorie „Nicolae Iorga” din București. 
A devenit doctor în istorie și civilizație bizantină și postbizantină la Universitatea Paris I Sorbonne Panthéon (1979). Conferențiar la Sorbona și la Institut National des Langues et Civilisations Orientales, INALCO, Paris.
Membru al secției române a Ligii pentru Apărarea Drepturilor Omului, al Asociației pentru Apărarea Monumentelor Istorice din România.
Din 1977 a colaborat cu posturile de radio Europa Liberă, BBC, Vocea Americii, Radio France Internationale, Radio Canada etc.
În 2012 era director de cercetare la CNRS (centrul național de cercetări științifice), Paris.

## Scrieri
- 1975 - Matei Cazacu, Radu R. Florescu, Alan G. Barbour - In Search of Frankenstein, Boston, New York Graphic Society
- 1988 - L'Histoire du prince Dracula en Europe centrale et orientale au XVe siècle. Edition critique, traduction, notes et commentaires, Genève, Droz
  - Edițiile a 2-a și a 3-a, rééditions 1996 et 2006
- 1993 - La Moldavie ex-soviétique. Histoire et débats en cours, Paris, Akratie, (coautor)
  - 2007- 2ème Edition, revue et completée, sous presse, Paris
- 1997 - O lume într-o carte de bucate. Un livre de cuisine à l’époque de Constantin Brâncoveanu (1688-1714), București, Fundatia Culturalà Românà, (coautor)
- 1998 - Au Caucase. Russes et Tchétchènes, récits d'une guerre sans fin (1785-1996), Genève, Georg Editeur
- 1998 - Histoire des Slaves orientaux. Bibliographie des sources historiques traduites en langues occidentales (Xe siècle - 1689), Paris, CNRS Editions et l'Institut d'études slaves, (coautor)
- 1999 - The Story of Romanian Gastronomy, București, Fundatia Culturală Română
- 1999 - Des femmes sur les routes de l'Orient. Le voyage à Constantinople aux XVIIIe-XIXe siècles, Genève, Georg Editeur, 1999
- 2001 - Matei Cazacu, George Ciorănescu - Basarabia, pămănt românesc disputat între Est și Vest, 2 volume volume, București, Fundația Culturală Română
- 2003 - Minuni, vedenii și vise premonitorii în trecutul românesc, Bucuresti, Editura Sigma
- 2004 - România interbelică, Bucuresti, Editura NOI Media Print, 2004
- 2004 - Dracula, Paris, Editions Tallandier, Prix Thiers de l’ Academie Française
- 2005 - Gilles de Rais, Paris, Tallandier
- 2006 - L'histoire du prince Dracula en Europe centrale et orientale (XV siecle) [2]
- 2007 - România la 1900, Bucuresti, Editura NOI Media Print, 2007. Sous presse. (La Roumanie en 1900)
- 2007 - La Barbe!, Paris, Tallandier
- 2007 - România văzută de străini, București, Editura NOI, Media Print
- 2008 - L’Eglise orientale et l’argent. L’embarras de la richesse, în colaborare cu Violeta Barbu, Editions de l’Institut Culturel Roumain, București
- 2010 - Matei Cazacu, Nicolas Trifon - Un état en quête de nation - La république de Moldavie, (Un stat în căutarea unei națiuni - Republica Moldova), Editura NON LIEU, Paris [3]
- 2013 - Matei Cazacu, Dan Ioan Mureșan, Ioan Basarab, un domn român la începuturile Țării Românești, Editura Cartier, Chișinău [4][5][6]

## Distincții, recompense
- Prix Thiers de l’ Academie Française - Dracula, Paris, Editions Tallandier [7]